# Silverbibeln

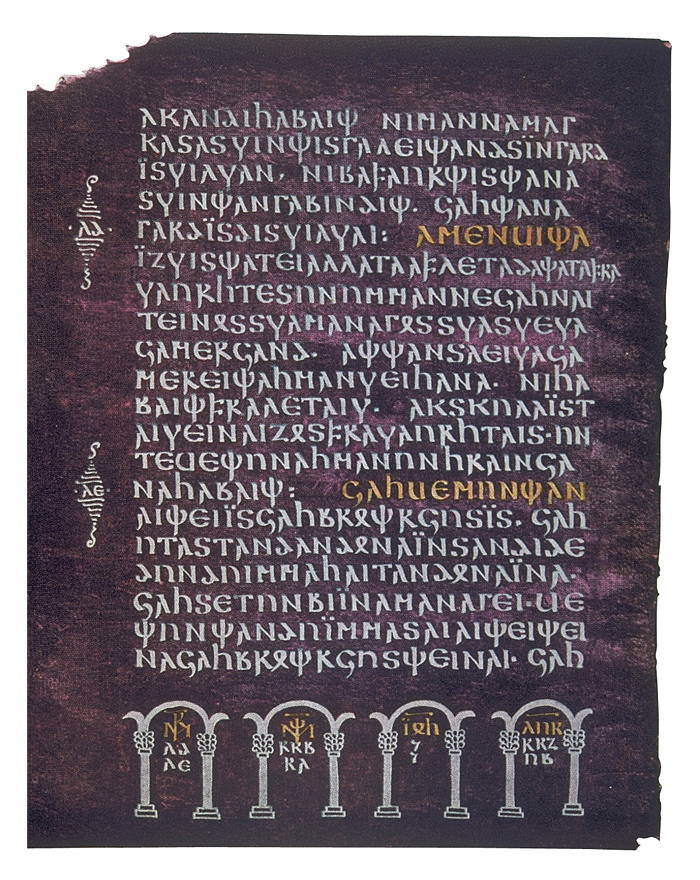
En sida ur Silverbibeln.

Silverbibeln (lat. Codex argenteus, egentligen "silverboken") är ett illuminerat manuskript från början av 500-talet. Handskriften innehåller de fyra evangelierna och är den mest omfattande texten på gotiska som har överlevt till våra dagar.

## Beskrivning
Bladen är tunna purpurfärgade pergament av mycket hög kvalitet som växtfärgats. Bokstäverna är i silver och guld. Skinnet som använts är antagligen från killingar. Den dominerande silverfärgade texten har gett upphov till titeln Silverbibeln (silverboken). Dess nuvarande silverpärmar är från 1660-talet och det är  inte känt hur de ursprungliga pärmarna såg ut – man kan bara anta att de var dekorerade och dyrbara likt andra evangeliehandskrifters pärmar som är samtida med Silverbibeln.

## Historia
Översättningen av evangelierna från grekiska till gotiska anses vara utförd av, eller under överinseende av, den gotiske biskopen Wulfila på 300-talet. Silverbibeln är en avskrift från början av 500-talet, troligen gjord i Ravenna under goternas tid vid makten. Århundradet är bekräftat med C14-metoden. Generellt anses den ha tillverkats för Theoderik den stores räkning.
Silverbibeln var känd på 1500-talet, då den fanns i ett benediktinkloster i Werden i Ruhrområdet. Någon gång under 1500-talet övergick Silverbibeln i kejsar Rudolf II:s ägo och den fanns i Prag när svenskarna stormade staden 1648 (Pragrovet). Under åren mellan 500-talet och 1500-talet har den enligt en teori bland annat tillhört Karl den store.
Silverbibeln togs till Sverige som krigsbyte och införlivades i drottning Kristinas bibliotek. Efter hennes abdikation skänktes den till hennes holländske bibliotekarie Isaac Vossius som tog den med sig tillbaka till Holland. Den köptes senare av Magnus Gabriel De la Gardie som 14 juni 1669 skänkte den till Uppsala universitet. De la Gardie hade fått vetskap om att Silverbibeln var till salu från Erik Benzelius den äldre, som då var på studieresa i Europa och tillika informator åt De la Gardies söner. På beställning av De la Gardie utförde hovguldsmeden Hans Bengtsson Selling ett silverbokband till handskriften.
Någon, möjligen Olof Rudbeck den äldre, utförde förfalskningar i Silverbibeln. Genom att ändra i originaltexten framstod det plötsligt som att Jesus besökt templet i Uppsala. Syftet var att göra Uppsala till den västerländska civilisationens vagga.
Ursprungligen hade Silverbibeln minst 336 blad men av dessa är endast 188 stycken kända. 187 av sidorna förvaras på Carolina Rediviva. Det 188:e bladet återfanns 1970 och förvaras i domkyrkan i tyska Speyer. Silverbibeln innehåller de fyra evangelierna och är därmed namnet till trots inte en bibel utan en evangeliebok.
Inför ett statsbesök i maj 1990 ryktades att Tjeckoslovakiens president Václav Havel skulle göra en formell framställan att återkräva Silverbibeln till Prag, och Utrikesdepartementet vidtog efterforskningar kring det rättsliga läget. Någon framställan från Havel kom dock aldrig.
Ett dubbelblad av Silverbibeln samt silverpärmen från 1600-talet visades för allmänheten på Carolina Rediviva till 5 april 1995, då dessa trots placering i monter med lamellglas och larm stals och tillfälligt hamnade på villovägar. De kunde dock återföras till biblioteket och finns fortfarande i utställda på Carolina Rediviva i Uppsala, men de är nu bättre skyddade. Hela verket kan dessutom, liksom samtliga publicerade utgåvor av det, beskådas på den digitala plattformen Alvin.
Silverbibeln fördes 2011 upp på Unescos lista över världsminnen.

## Exempel
Början av Fader vår i Matteusevangeliet på gotiska och i ordagrann svensk översättning:
| atta unsar þu in himinam,         | fader vår du i himmelen,      |
| weihnai namo þein,                | helgat varde namn ditt,       |
| qimai þiudinassus þeins,          | må komma rike ditt,           |
| wairþai wilja þeins,              | varde vilja din               |
| swe in himina jah ana airþai      | så i himmelen även på jorden, |
| hlaif unsarana þana sinteinan gif | bröd vårt det dagliga giv     |
| uns himma daga                    | oss denna dag.                |

Observera att þ (Þ, Thorn, Þorn) är ett tonlöst läspljud. 